# 小行星1544
小行星1544（1544 Vinterhansenia）是一颗围绕太阳公转的小行星。1941年10月15日，利斯·奧特瑪在图尔库发现了此天体。
該小行星以丹麥天文學家朱莉·凡特·漢森命名。
这颗小行星的绝对星等为356.1489339106113等。